# Lehigh Valley Grand Prix 2001
Lehigh Valley Grand Prix 2001 var ett race som var den fjärde deltävlingen i CART World Series 2001. Racet kördes den 6 maj på Nazareth Speedway, och Scott Dixon skrev där historia som den yngste vinnaren i seriens historia.

## Slutresultat
| Plats | Förare               | Team                     | Grid | Kvaltid |
| ----- | -------------------- | ------------------------ | ---- | ------- |
| 1     | Scott Dixon          | PacWest Racing           | 23   | 20,681  |
| 2     | Kenny Bräck          | Team Rahal               | 2    | 19,738  |
| 3     | Paul Tracy           | Team KOOL Green          | 8    | 20,148  |
| 4     | Jimmy Vasser         | Patrick Racing           | 11   | 20,191  |
| 5     | Christian Fittipaldi | Newman/Haas Racing       | 17   | 20,406  |
| 6     | Michael Andretti     | Team Motorola            | 13   | 20,205  |
| 7     | Bruno Junqueira      | Chip Ganassi Racing      | 1    | 19,700  |
| 8     | Dario Franchitti     | Team KOOL Green          | 12   | 20,201  |
| 9     | Oriol Servià         | Sigma Autosport          | 4    | 19,996  |
| 10    | Cristiano da Matta   | Newman/Haas Racing       | 9    | 20,162  |
| 11    | Hélio Castroneves    | Marlboro Team Penske     | 5    | 20,007  |
| 12    | Roberto Moreno       | Patrick Racing           | 16   | 20,353  |
| 13    | Michel Jourdain Jr.  | Herdez Bettenhausen      | 3    | 19,950  |
| 14    | Tora Takagi          | Walker Racing            | 18   | 20,414  |
| 15    | Shinji Nakano        | Fernández Racing         | 19   | 20,455  |
| 16    | Tony Kanaan          | Mo Nunn Racing           | 10   | 20,187  |
| 17    | Max Wilson           | Arciero/Brooke Racing    | 24   | 21,117  |
| 18    | Nicolas Minassian    | Chip Ganassi Racing      | 25   | -       |
| 19    | Adrián Fernández     | Fernández Racing         | 6    | 20,059  |
| 20    | Alex Zanardi         | Mo Nunn Racing           | 21   | 20,505  |
| 21    | Bryan Herta          | Zakspeed/Forsythe Racing | 7    | 20,064  |
| 22    | Alex Tagliani        | Forsythe Racing          | 20   | 20,459  |
| 23    | Gil de Ferran        | Marlboro Team Penske     | 15   | 20,319  |
| 24    | Max Papis            | Team Rahal               | 14   | 20,297  |
| 25    | Patrick Carpentier   | Forsythe Racing          | 22   | 20,549  |